# Un elefante en banda
Un elefante en banda  es una película de Argentina filmada en colores dirigida por Antonio Ottone sobre su propio guion escrito en colaboración con Alberto M. Refusta que se produjo en 1990 y nunca se estrenó comercialmente. Tuvo como actores principales a Manuel Mendy, Sebastián Zurita, Juan Manuel Puente y Federico Refusta.

## Sinopsis
Un grupo de músicos protegen a una elefanta a la que una banda pretende para venderla a un circo.

## Reparto
Intervinieron en el filme los siguientes intérpretes:
- Manuel Mendy
- Sebastián Zurita
- Juan Manuel Puente
- Federico Refusta
- Pablo Citarella
- Juan Ignacio Puente
- Bárbara Refusta
- Victoria Ibarra
- Humberto Tanto
- Juan Bozzarelli
- Laura Citarella
- Santiago Simoncini
- Belén Molfesa
- María Eliana Mafei
- Soledad Molfesa